# Kušitské jazyky
Kúšitská jazyková větev je jednou z větví afroasijské jazykové rodiny. Afroasijskou jazykovou rodinu dále tvoří větve berberská, čadská, egyptská, omoská a semitská. Název této jazykové skupiny pochází od jména Kúš, což byl podle Bible syn Cháma a vnuk Noema.
Kúšitskými jazyky se mluví hlavně v Etiopii, Eritreji, Somálsku, Keni, Džibuti, Tanzanii, Egyptě a Súdánu.
Nejpoužívanějšími jazyky jsou oromština (cca 35 mil. lidí) a somálština (cca 20 mil. lidí).

## Dělení
Tradiční dělení rozlišovalo pět skupin kúšitských jazyků – severní, centrální, východní, jižní a západní. Skupina západokúšitských jazyků byla v roce 1969 překlasifikována na samostatnou omotskou větev rodiny afroasijských jazyků. Příslušnost severní skupiny (jazyk bedža) ke kúšitským jazykům je některými vědci (např. H. C. Fleming) zpochybňována. Některé současné klasifikace rozlišují v kúšitské větvi více skupin, především tím, že rozdělily východní skupinu na vysočinnou a nížinnou, jiné definují velkou podskupinu nížinných jazyků, kam řadí z východní skupiny malé podskupiny severní, západní a ormoidní. Níže uvedené dělení je uvedeno podle Ethnologue; mrtvé jazyky jsou označeny †.
Mimo toto členění je jazyk mbugu (ma‘a), který má v Tanzanii asi 7000 mluvčích a který je klasifikován jako smíšený mezi bantuskými a kúšitskými jazyky.
| Severní skupina     | Severní skupina             | Severní skupina           | Severní skupina | Severní skupina                    | Severní skupina              | Severní skupina                                                                       |
| podskupina          | jazyk                       | odhadovaný počet mluvčích | zkratka         | oblast                             | písmo                        | poznámka                                                                              |
| ------------------- | --------------------------- | ------------------------- | --------------- | ---------------------------------- | ---------------------------- | ------------------------------------------------------------------------------------- |
|                     | bedawi (bedža)              | 1 186 000                 | bej             | Súdán, Egypt, Eritrea              | arabské, latinka             |                                                                                       |
| Centrální skupina   |                             |                           |                 |                                    |                              |                                                                                       |
| podskupina          | jazyk                       | odhadovaný počet mluvčích | zkratka         | oblast                             | písmo                        | poznámka                                                                              |
| východní            | xamtanga                    | 143 000                   | xam             | Etiopie                            | etiopské                     |                                                                                       |
| severní             | bilen                       | 91 000                    | byn             | Eritrea                            | etiopské, latinka            |                                                                                       |
| jižní               | awgni                       | 143 000                   | awg             | Etiopie                            | etiopské                     |                                                                                       |
| západní             | kemant (qwara)              | 1 700                     | ahg             | Etiopie                            | etiopské                     | 2 300 felašů přesídlilo v r. 1999 do Izraele, o jejich tamějším jazyce nejsou záznamy |
| Východní skupina    |                             |                           |                 |                                    |                              |                                                                                       |
| podskupina          | jazyk                       | odhadovaný počet mluvčích | zkratka         | oblast                             | písmo                        | poznámka                                                                              |
| vysočinné           | alaba                       | 162 000                   | alw             | Etiopie                            |                              |                                                                                       |
| vysočinné           | burdži                      | 35 700                    | bji             | Etiopie, Keňa                      | etiopské                     |                                                                                       |
| vysočinné           | darasa                      | 637 000                   | drs             | Etiopie                            | etiopské                     |                                                                                       |
| vysočinné           | hadija                      | 924 000                   | hdy             | Etiopie                            | etiopské, latinka            |                                                                                       |
| vysočinné           | kambata                     | 570 000                   | ktb             | Etiopie                            | etiopské, latinka            |                                                                                       |
| vysočinné           | libido                      | 36 000                    | liq             | Etiopie                            |                              |                                                                                       |
| vysočinné           | sidamo                      | 2 900 000                 | sid             | Etiopie                            | etiopské, latinka            |                                                                                       |
| severní             | afarština                   | 1 078 000                 | aar             | Etiopie, Džibutsko, Eritrea        | etiopské, latinka            |                                                                                       |
| severní             | saho                        | 213 800                   | alw             | Eritrea, Etiopie                   | latinka                      |                                                                                       |
| oromoidní           | orma                        | 69 000                    | orc             | Keňa                               | latinka                      |                                                                                       |
| oromoidní           | oromština Borana-Arsi-Gudži | 3 823 000                 | gax             | Etiopie, Keňa                      | latinka                      | v Etiopii jsou všechny oromoidní jazyky považovány za dialekt oromštiny               |
| oromoidní           | východní oromština          | 4 530 000                 | hae             | Etiopie                            | latinka                      | v Etiopii jsou všechny oromoidní jazyky považovány za dialekt oromštiny               |
| oromoidní           | středozápadní oromština     | 8 920 000                 | gaz             | Etiopie                            | latinka, etiopské do r. 1990 | v Etiopii jsou všechny oromoidní jazyky považovány za dialekt oromštiny               |
| oromoidní           | saňa (waata)                | 17 400                    | ssn             | Keňa                               |                              |                                                                                       |
| západní (orno-tana) | arbore                      | 4 400                     | arv             | Etiopie                            |                              |                                                                                       |
| západní (orno-tana) | baiso                       | 1 000                     | bsw             | Etiopie                            |                              |                                                                                       |
| západní (orno-tana) | daasanach                   | 40 100                    | dsh             | Etiopie, Keňa                      | latinka                      |                                                                                       |
| západní (orno-tana) | el molo                     | 8                         | elo             | Keňa                               |                              |                                                                                       |
| dullajské           | busa                        | 6 600                     | dox             | Etiopie                            |                              |                                                                                       |
| dullajské           | gawada                      | 32 700                    | gwd             | Etiopie                            | etiopské                     |                                                                                       |
| dullajské           | camaj (tsamai)              | 8 600                     | tsm             | Etiopie                            |                              |                                                                                       |
| konso-gidole        | diraša                      | 90 000                    | gdl             | Etiopie                            |                              |                                                                                       |
| konso-gidole        | konso                       | 195 600                   | kxc             | Etiopie                            |                              |                                                                                       |
| rendile-boni        | aweer                       | 8 000                     | bob             | Keňa                               | latinka                      |                                                                                       |
| rendile-boni        | rendile                     | 34 700                    | rel             | Keňa                               | latinka                      |                                                                                       |
| somálské            | dabarre                     | 23 000                    | dbr             | Somálsko                           |                              |                                                                                       |
| somálské            | garre                       | 57 500                    | gex             | Somálsko                           | latinka                      |                                                                                       |
| somálské            | jiiddu                      | 23 000                    | jii             | Somálsko                           |                              |                                                                                       |
| somálské            | maay                        | 1 860 000                 | ymm             | Somálsko                           |                              |                                                                                       |
| somálské            | somálština                  | 13 900 000                | som             | Somálsko, Džibutsko, Etiopie, Keňa | latinka                      |                                                                                       |
| somálské            | tunni                       | 23 000                    | tqq             | Somálsko                           |                              |                                                                                       |
|                     | jaaku                       | 50                        | muu             | Keňa                               |                              | několik skupin lovců                                                                  |
|                     | boon                        | 59                        | bnl             | Somálsko                           |                              |                                                                                       |
| Jižní skupina       |                             |                           |                 |                                    |                              |                                                                                       |
| podskupina          | jazyk                       | odhadovaný počet mluvčích | zkratka         | oblast                             | písmo                        | poznámka                                                                              |
|                     | aasáx                       | 350                       | aas             | Tanzanie                           |                              |                                                                                       |
|                     | alagwa                      | 30 000                    | wbj             | Tanzanie                           |                              |                                                                                       |
|                     | burunge                     | 13 000                    | bds             | Tanzanie                           | latinka                      |                                                                                       |
|                     | dahalo                      | 400                       | dal             | Keňa                               |                              | možná †, mluvčí naposledy zkoumáni v r. 1992                                          |
|                     | gorowa                      | 50 000                    | gow             | Tanzanie                           |                              |                                                                                       |
|                     | iraqw                       | 462 000                   | irk             | Tanzanie                           | latinka                      |                                                                                       |
|                     | kw’adza                     | †                         | wka             | Tanzanie                           |                              |                                                                                       |